# CTD (oceanografi)

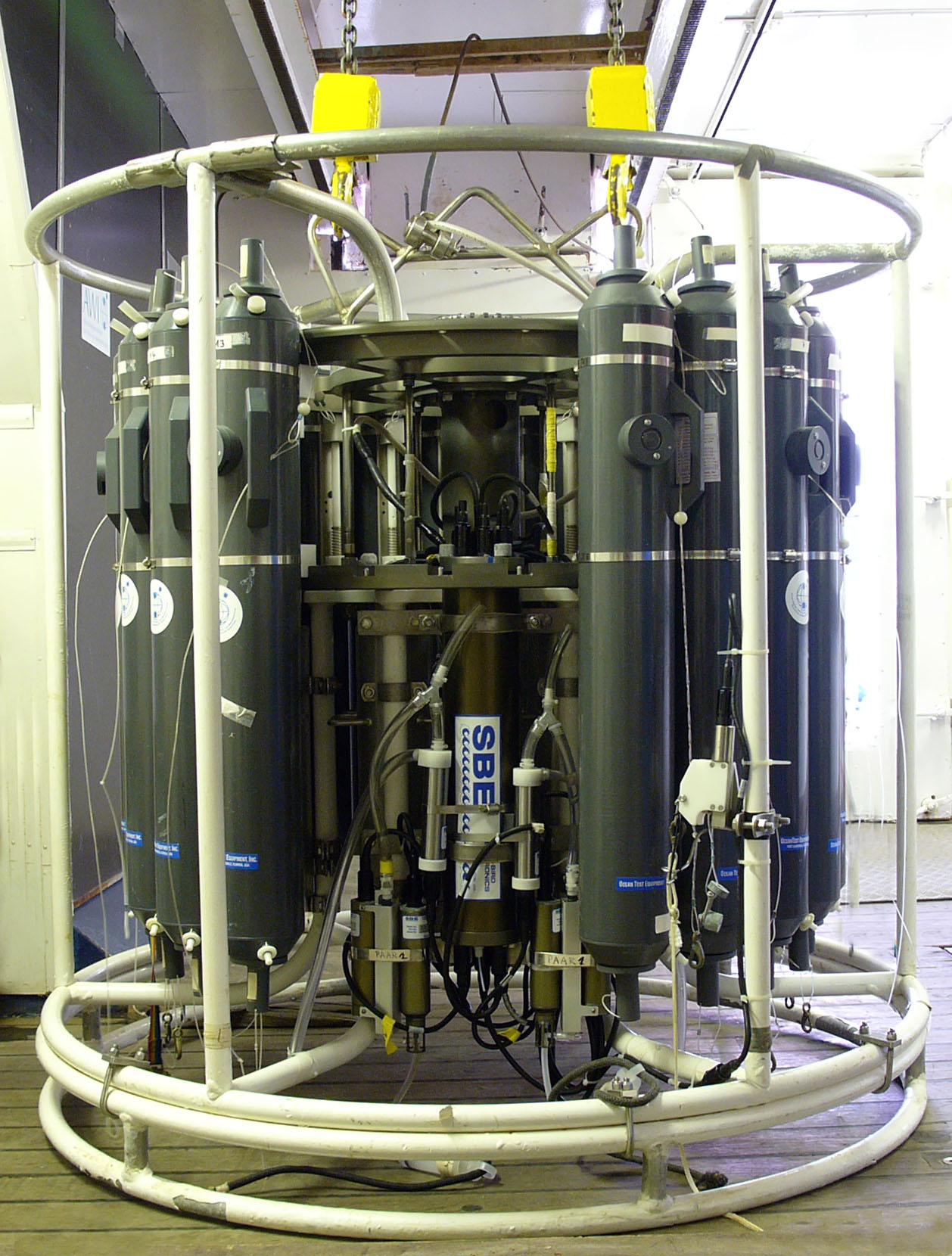
En CTD med vattenflaskor. Själva CTD:n är endast röret inne i mitten med klistermärket. Runt CTD:n sitter 12 stycken vattenhämtare, dessa kan stängas på ett bestämt djup och ta med sig vattenprover upp till ytan

CTD (förkortning för Conductivity, Temperature & Depth) är ett mätinstrument inom havsforskning (oceanografi). Mätinstrumentet mäter konduktivitet, temperatur och tryck (som omvandlas till djup). Konduktiviteten räknas om till praktisk salinitet (psu). Dessa data kan sedan ge vattenmassans densitet. Instrumentet förs ner genom vattenkolumnen och mäter kontinuerligt vattenmassan. Datan överförs direkt via en kabel från CTD:n, insamlingsfrekvensen kan variera mellan de olika modellerna. CTD är en av basinstrumenten som används inom havsforskning och finns som standardinstrument på de flesta forskningsfartyg.
CTD:er kommer i flera olika storlekar där de minsta kan föras ner av en enstaka person. De kan även sättas på fjärrstyrda apparater såsom gliders eller bojar. Oftast sitter dock CTD:n ihop med andra instrument på en större ram som därmed måste vinschas ner genom vattenkolumnen. Ett exempel på en sådan ram är en "rosett" med ett antal vattenhämtare runt omkring, som kan utlösas fjärrstyrt för att sedan extrahera prover för labbförsök. Ibland förekommer även andra instrument på rosetten såsom syremätare och fluorescensmätare (ger klorofyllvärdet).